# ليون هاليفي
ليون هاليفي (بالفرنسية: Léon Halévy)‏ (و. 1802 – 1883 م) هو صحفي، وأمين مكتبة، وشاعر، ومؤرخ، ومترجم، وكاتب مسرحي، وناقد أدبي، وكاتب فرنسي، ولد في باريس، توفي في سن جرمن آن له، عن عمر يناهز 81 عاماً.

## جوائز
حصل على جوائز منها:

وسام جوقة الشرف من رتبة فارس

## روابط خارجية
- ليون هاليفي على موقع ميوزك برينز (الإنجليزية)